# 데이비드 J. 와인랜드
데이비드 제프리 와인랜드(David Jeffrey Wineland, 1944년 2월 24일 ~ )는 미국의 물리학자로, 2012년 "개별 양자 시스템의 측정 및 조작을 가능케 하는 획기적인 실험 방법의 발견"을 공로로 노벨 물리학상을 세르주 아로슈와 공동 수상하였다. 미국 밀워키 출신으로 현재 콜로라도주 볼더에 있는 미국표준기술연구소(NIST)에서 연구원으로 일하고 있다. 그의 업적은 광학, 특히 파울 트랩(Paul Trap)에서의 레이저 쿨링과 트랩된 이온을 양자 연산 기술에 이용하는 분야이다.

## 학력
미국 캘리포니아 새크라멘토의 앤시나 고등학교를 1961년에 졸업하고 캘리포니아 대학교 버클리에서 학사를, 하버드 대학교에서 노먼 포스터 램지 2세 (Norman Foster Ramsey, Jr.)의 감사 아래 박사 학위를 받았다. 그의 박사 학위 논문 제목은 "중수소 원자 증폭기"이다. 그 후 워싱턴 대학교에서, 이온 트랩을 이용하여 전자의 자기능률을 정밀 측정한 한스 데멜트의 그룹에 속해 박사 후 논문을 준비하였다. 1975년에 미국표준기술연구소(NIST)에 가입하여 "ion storage group"을 시작하였다. 그는 볼더 (콜로라도주)에서 콜로라도 대학교의 물리학 교수로도 재직중이다.
와인랜드는 미국 물리학회(American Physical Society), 미국 광학 학회(American Optical Society)의 회원이며, 전미 과학 아카데미 (National Academy of Sciences)의 회원으로 1992년에 선출되기도 하였다.

## 수상 및 업적
- 1990 원자 물리학과 계면역학에 관한 Davisson-Germer상[2]
- 1990 미국 광학 학회에서의 William F. Meggers 상[3]
- 1996 광학 및 양자 전자공학 학회에서의 아인슈타인상[4]
- 1998 IEEE 초음파학,강유전체, 그리고 진동수 제어에 관한 학회에서의 Rabi 상[5]
- 2001 레이저 과학에서의 Arthur L. Schawlow 상[6]
- 2007 공학과학에서의 National Medal[7]
- 2009 광학 학회 (OSA)에서의 Herbert Walther 상[8]
- 2010 Juan Ignacio Cirac 과 Peter Zoller과의 물리학 분야에서의 Benjamin Franklin Medal 공동수상
- Frederic Ives Medal
- 2012 세르주 아로슈와 노벨 물리학상 공동수상

## 같이 보기
- 양자 우월성